# Kapustnica

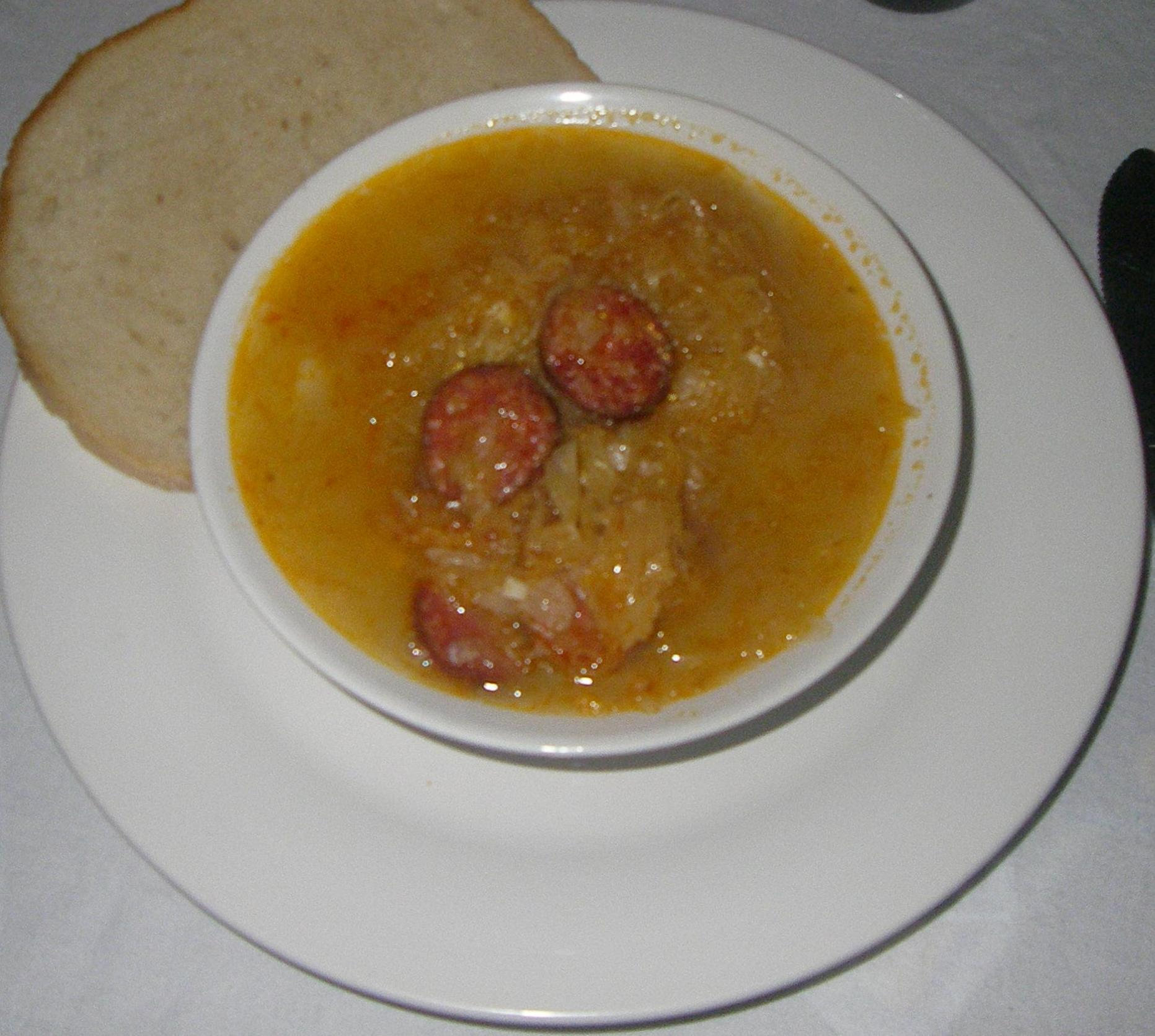
Kapustnica de Eslovaquia Central

La kapustnica (AFI: [kapʊstɲɪt͡sa]) es sopa espesa eslovaco. Se prepara a partir de chucrut fermentado, por lo que el plato recibe su nombre (kapusta significa repollo en eslovaco)
La receta varía según la región y la temporada. En el período de Adviento hasta la Nochebuena no se añade carne y la sopa se espesa con halušky blanco suave, crema y patatas. La receta de Navidad luterana, por otro lado, pide una preparación más rica con carne ahumada, salchichas y champiñones. La kapustnica de Navidad se prepara tradicionalmente al final del año civil. También hay diferencias significativas en las recetas regionales de kapustnica: la kapustnica se cocina de forma ligeramente diferente en cada región, valle y pueblo.
El jugo de chucrut también se llama kapustnica en eslovaco.

## Note
1. ↑  «Slovníkový portál Jazykovedného ústavu Ľ. Štúra SAV» (en eslovaco). Parámetro desconocido |dataaccesso= ignorado (ayuda)

- Datos: Q32945376
- Multimedia: Kapustnica / Q32945376